# Carnifex
Carnifex — американський дезкор гурт з міста Сан-Дієго, Каліфорнія, заснований 2005 року. Тепер[коли?] гурт підписав контракт з Nuclear Blast, до цього співпрацюючи з Victory Records. Мають п'ять повноформатних альбомів та один міні-альбом. Назва походить від латинського слова Carnifex яке перекладається як кат.

## Історія

### Формування і ранні записи (2005—2006)
Гурт Carnifex був заснований наприкінці 2005 року в містечку Фаллбрук, Каліфорнія. Вони записали однойменний демо-запис в якому було п'ять треків, поширювався демо через Enclave Records у 2005 році. У вересні 2006 року, Рік Джеймс і Кевін Варгас покинули гурт. Незабаром, Стів Мак-Магон приєднався як бас-гітарист, так само як Тревіс Уайтінг став гітаристом гурту.
Carnifex записали мініальбом Love Lies in Ashes до кінця 2006 року, який
вийшов через Acropolisrpm Records 13 березня 2007 року. Міні-альбом продавався суто на концертах, а
також інтернет-магазинах, таких як ITunes, перш ніж колектив почав роботу над своїм повноформатним дебютним альбомом.

### Dead in My Arms (2007—2008)
Після релізу їхнього першого міні-альбому Love Lies in Ashes Carnifex підписали контракт з андеграунд лейблом This City Is Burning. У березні 2007 року вони почали запис свого дебютного повноформатного альбому Dead In My Arms, з ще однією зміною учасника. Корі Арфорд замінив Тревіса Уайтінга в березні 2007 під час запису Dead In My Arms були Скотт Льюіс (вокал), Шон Кемерон (барабани), Корі Арфорд (гітара) і Стів Мак-Магон (бас-гітара).
Dead in My Arms вийшов 12 липня 2007.
Після чого гурт почав свої щоденні гастролі на підтримку цього запису. Гастрольний гітарист Джейк
Андерсон був прийнятий як другий гітарист з липня 2007 до листопада. 
Протягом цього часу,
група виступала на одній сцені з такими групами, як Emmure, Whitechapel (гурт), MyChildren MyBride та іншими. 
Успіх Dead in Mу Arms і поширеність Deathcore жанру в цілому, привернув увагу відомого лейблу Victory Records. 
У листопаді 2007 року, після виходу Стіва Мак-Магон (бас) і Джейк Андерсон (Гітара), Carnifex підписав контракт з Victory Records. Зараз їх замінили Фред Кальдерон (бас- гітара) і Райан Гадмундс (гітара).

### The Diseased and the Poisoned (2008—2009)
Другий студійний альбом Carnifex, The Diseased and the Poisoned вийшов 24 червня 2008 року, і досяг 19 позиції на Billboard Top Heatseekers Chart. З моменту виходу The Diseased and the Poisoned гурт гастролював по 22 країнах з такими гуртами як The Black Dahlia Murder, Despised Icon, Obituary, Unleashed, Finntroll, Warbringer, Parkway Drive, Unearth, Architects, Whitechapel, Protest the Hero, Bleeding Through, Darkest Hour, та Impending Doom. 

### Hell Chose Me та Until I Feel Nothing (2009—2011)
28 листопада 2009, Carnifex закінчив запис свого третього повноформатного альбому Hell Chose Me, який вийшов 16 лютого 2010 року. В нього були рекордні продажі, більше 3,100 копій за перший тиждень продажів, тільки по США. 2010 року гурт відіграв Summer Slaughter Tour разом з такими гуртами, як Unearth, All That Remains та As I Lay Dying. 26 січня 2011року, вокаліст, Скотт Льюїс оголосив, що гурт  працює над записом свого наступного альбому, а 24 серпня того ж року, Льюїс зробив ще одне оголошення, яке підтверджує, що назва для нового альбому буде Until I Feel Nothing.

### Призупинення активності (2012)
9 жовтня 2012, Скотт Льюїс заявив, що гурт відіграє свої останні три концерти в  Каліфорнії перед безстроковим призупиненням діяльності. Він зокрема заявив, що всі члени колективу як і раніше залишаться в ньому. Льюїс також заявив, що він не був упевнений в майбутньому Carnifex.
"Шанувальники і друзі. Перш за все, щиро дякую вам, нашим шанувальниками і друзями в усьому світі. Без вашої підтримки і пристрасті, ми ніщо. В даний час, Carnifex перебуває в стані анабіозу. причин для цього багато. Дозвольте мені бути ясним, кажучи що Шон Корі, Райан, Фред і я (Скотт) все ще учасники Carnifex. Дозвольте мені також ясно сказати, що, хоча майбутнє дуже невизначене, я з оптимізмом кажу що це не прощання, поки ми зустрінемося знову. Будьте впевнені, що нас як особистостей і як гурт товаришів є істинна любов до цього гурту. Наше бажання, створити наш бренд мистецтва і музики ми ніколи не думали про тенденції або гроші. Ці речі не вирішить наше майбутнє. Ми запрошуємо вас приєднатися до нас жити, востаннє в найближчому майбутньому."
З 21 по 23 грудня в 2012 році, група грала три додаткових концерти в Каліфорнії.
Під час перерви, Шон Камерон заснував симфонік-метал гурт Unicorn Death, в який він також привів свою дружину Діану.

### Повернення та Die Without Hope (2013—дотепер)
10 червня 2013, було оголошено, що Carnifex повернулися, після майже річної перерви і будуть учасниками Impericon Never Say Die! 2013, замінивши металкор гурт Miss May I . 9 липня 2013, лейбл Nuclear Blast оголосив що підписав контракт з Carnifex і випустить свій п'ятий студійний альбом Die Without Hope 4 березня 2014.

## Учасники
| Теперешні учасники - Скотт Льюїс – вокал (2005–2012, 2013–наш час) - Шон Камерон – ударні (2005–2012, 2013–наш час) - Корі Арсфорд – ритм-гітара, бек-вокал (2007–2012, 2013–наш час) - Фред Калдерон – бас-гітара (2007–2012, 2013–наш час) - Джордан Локрей – гітара (2013–наш час) | Колишні учасники - Рік Джеймс – гітара (2005–2006) - Кевін Вергас – бас-гітара (2005–2006) - Тревіс Вайтінг – гітара (2006–2007) - Стів Мак-Махон – бас-гітара (2006–2007) - Джейк Андерсон – гітара (2007) - Раян Гудмундс – гітара (2007–2012) |

## Дискографія
Студійні альбоми
| Dead in My Arms               | - Released: 12 липня 2007 - Лейбл: This City Is Burning - Формати: CD, цифрове завантаження | —  | —  | —  | —  | —  | —  |
| The Diseased and the Poisoned | - Дата виходу: 24 червня 2008 - Лейбл: Victory Records - Формати: CD, цифрове завантаження  | —  | 19 | 46 | —  | —  | —  |
| Hell Chose Me                 | - Дата виходу: 16 лютого 2010 - Лейбл: Victory - Формати: CD, цифрове завантаження          | —  | 4  | 27 | —  | 22 | —  |
| Until I Feel Nothing          | - Дата виходу: 24 жовтня 2011 - Лейбл: Victory - Формати: CD, цифрове завантаження          | —  | 4  | 43 | 46 | 12 | —  |
| Die Without Hope              | - Дата виходу: 4 березня 2014 - Лейбл: Nuclear Blast - Формати: CD, цифрове завантаження    | 98 | —  | 21 | 24 | 5  | 81 |
| Slow Death                    | - Дата виходу: 5 серпня 2016 - Лейбл: Nuclear Blast - Формати: CD, цифрове завантаження     | 95 | —  | 4  | 10 | 3  | —  |
| World War X                   | Дата виходу: 2 серпня 2019                                                                  | -  | -  | 9  | -  | -  | 93 |
|                               | Лейбл: Nuclear Blast                                                                        |    |    |    |    |    |    |
|                               |                                                                                             |    |    |    |    |    |    |
| "—" немає інформації.         |                                                                                             |    |    |    |    |    |    |

Міні-альбоми

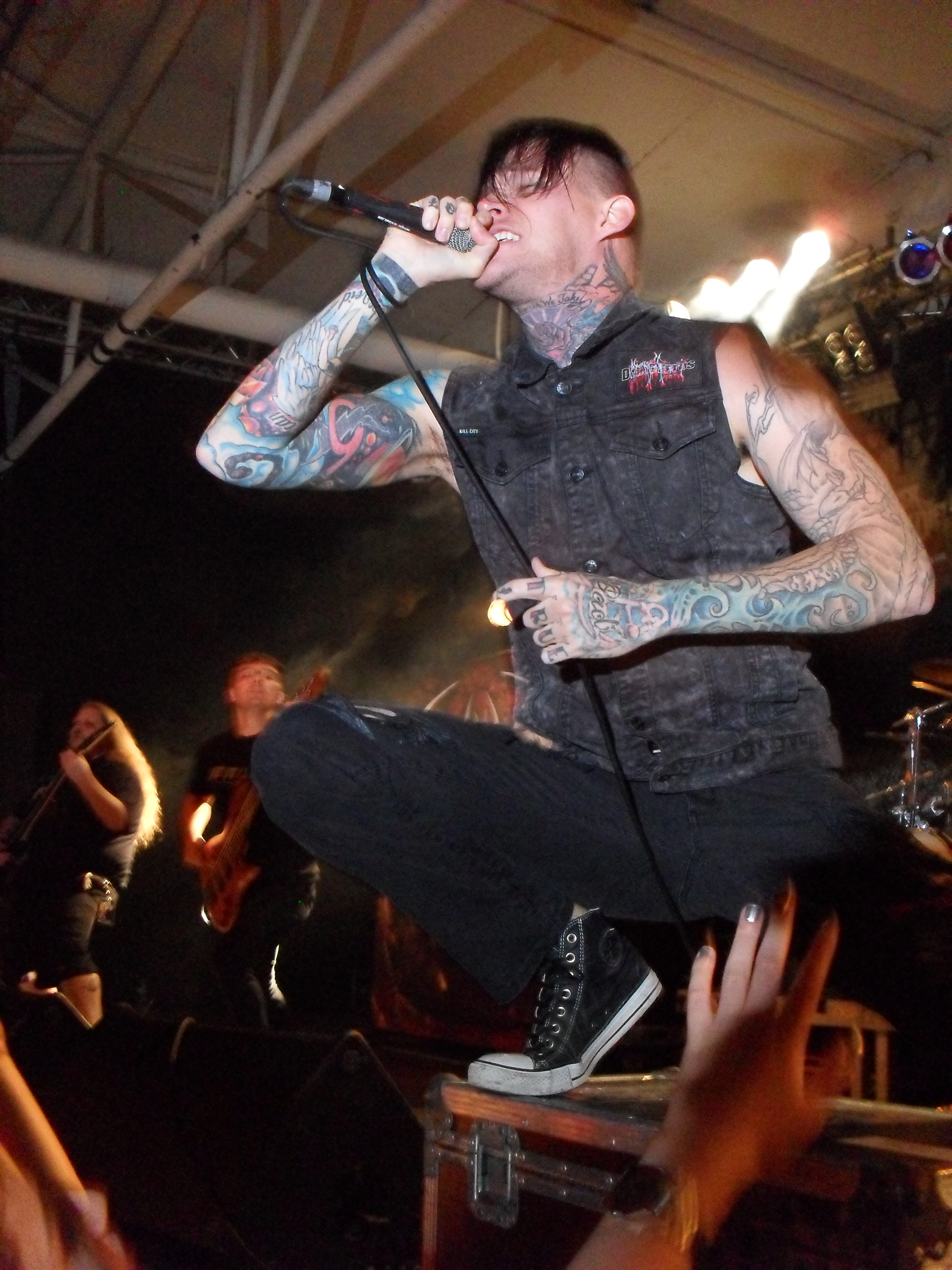
Скотт Льюїс під час Never Say Die! Tour 2013

- Love Lies in Ashes (Acropolisrpm, 2007)
- Bury Me in Blasphemy (2018)

Демо-записи
- Carnifex (Enclave, 2005)

## Відеографія
| Рік  | Назва                   | Продюсер                     |
| ---- | ----------------------- | ---------------------------- |
| 2007 | "Lie to My Face"        | Роббі Старбак                |
| 2008 | "Answers in Mourning"   | Скотт Гансен                 |
| 2010 | "Hell Chose Me"         | Якоб Авігнон                 |
| 2010 | "Sorrowspell"           | Якоб Авігнон                 |
| 2011 | "Until I Feel Nothing"  | Скотт Гансен                 |
| 2014 | "Die Without Hope"      | Шен Дан                      |
| 2014 | "Hatred and Slaughter"  |                              |
| 2016 | "Drown Me In Blood"     | Майкл Елінн, Майкл Р. Ґарсія |
| 2016 | "Slow Death"            | Майкл Елінн, Майкл Р. Ґарсія |
| 2017 | "Dark Heart Ceremony "  |                              |
| 2018 | "Bury Me In Blasphemy"_ |                              |
| 2019 | World War X             |                              |
| 2019 | No Light Shall Save Us  |                              |
| 2019 | Visions Of The End      |                              |